# Vesselowskya serratifolia
Vesselowskya serratifolia är en tvåhjärtbladig växtart som beskrevs av André Guillaumin. Vesselowskya serratifolia ingår i släktet Vesselowskya och familjen Cunoniaceae. Inga underarter finns listade i Catalogue of Life.